# Isengo
Isengo is een plaats (frazione) in de Italiaanse gemeente Soncino.